# Mlečnice in sirovke
Mlečnice in sirovke (znanstveno ime Lactarius) so rod gliv iz družine golobičark. Zaradi ohranjanja tradicije se v slovenščini uporabljata dve različni imeni za gobe iz istega rodu. Sirovke imajo oranžen mleček, vse ostale pa so mlečnice. Obstajajo še podobni mlečniki (Lactifluus), ki so umeščeni v svoj ločen rod.

## Taksonomija
|  | \| \| Lactarius \| \| \| \| \| \| Multifurca \| \| \| \| |
|  |                                                          |
|  | Russula                                                  |
|  |                                                          |
|  | Lactarius                                                |
|  |                                                          |
|  | Multifurca                                               |
|  |                                                          |

|  | Lactarius  |
|  |            |
|  | Multifurca |
|  |            |

|  | \| \| Lactarius \| \| \| \| \| \| Multifurca \| \| \| \| |
|  |                                                          |
|  | Russula                                                  |
|  |                                                          |
|  | Lactarius                                                |
|  |                                                          |
|  | Multifurca                                               |
|  |                                                          |

|  | Lactarius  |
|  |            |
|  | Multifurca |
|  |            |

Rod Lactarius je prvi opisal Christian Hendrik Persoon leta 1797 s poprovim mlečnikom (Lactifluus piperatus) kot tipsko vrsto. Znanstveno ime pa izvira iz latinske besede lac, ki pomeni mleko.
Leta 2011 je bila po odcepitvi rodu mlečnikov (Lactifluus), za novo tipsko vrsto določena kosmata mlečnica (Lactarius torminosus).

## Značilnosti
Glavne skupne značilnosti rodu so mleček, ki priteče iz ranjenega mesta glive in po kateremu so dobile svoje ime in krhka konstistenca mesa.
Mleček je ponavadi kremaste do bele barve, pri nekaterih vrstah pa bolj živahne oranžne ali rdeče barve. Ko je izpostavljen zraku lahko spremeni barvo. Mleček nekaterih vrst je močno pekočega okusa. 
Gobe so lahko razmeroma velike in mesnate, lijakaste oblike, z lističi poraščenimi po betu. Brez koprene ali obročka. Površina klobuka je lahko gola, žametna ali dlakava, suha, lepljiva ali viskozna. Pogosto imajo obročasto obarvan vzorec. Nekatere vrste imajo na površini klobuka in beta jamice.
Barva trosov je bela do okrasta. Trosi so eliptične oblike z amiloidnim okrasjem v obliki bolj ali manj izrazitih bradavic ali bodic, ki so povezane z grebeni. Trama (meso) vsebuje sferične celice, ki so razlog za krhko strukturo. Za razliko od golobic imajo mlečnice in sirovke v trami tudi mlečne hife v katerih se nahaja mleček.
Lastnosti, ki so pomembne za določevanje mlečnic, so:
- začetna barva mlečka in kasnejša sprememba barve
- tekstura površine klobuka
- okus mlečka (blag, pekoč ali grenak)  in mesa
- vonj
- mikroskopske značilnosti trosov in povrhnjice klobuka
- habitat in vrsta gostiteljskega drevesa

Čeprav obstajajo nekatere zlahka prepoznavne vrste, je mnoge zelo težko določiti brez mikroskopskega pregleda.
Za oranžno barvo mlečka sirovk so odgovorni seskviterpeni, to so terpeni sestavljeni iz treh izoprenskih enot in imajo po 15 ogljikovih atomov. Seskviterpeni so v naravi zelo razširjeni in se pojavljajo tako v rastlinah kot v živalih. Juvenilni hormon žuželk je seskviterpen in sirovke jih uporabljajo proti njim, ker seskviterpeni delujejo kot strukturni analog juvenilnega hormona in preprečujejo, da bi ličinke dosegle spolno zrelost. Raziskave kažejo, da imajo seskviterpeni tudi antibiotične, antikancerogene in imunostimulativne učinke.

## Življenjski prostor
Mlečnice in sirovke so ektomikorizne in spadajo med obvezne simbionte, kar pomeni, da se pojavljajo samo v povezavi z rastlinami. Večina vrst daje prednost bodisi listavcem ali iglavcem, nekatere pa se lahko povežejo samo z točno določeno vrsto.
Dobro raziskan primer so jelše, ki imajo več specializiranih simbiontov, kor je na primer lilasta mlečnica (Lactarius lilacinus)), od katerih so nekateri celo razvili specifičnost za enega od jelšinih podrodov.
Drugi primeri specializiranih združenj so z bukvijo - bukova mlečnica (Lactarius blennius), brezo - barjanska mlečnica (Lactarius pubescens), lesko - leskina mlečnica (Lactarius pyrogalus), hrastom - hrastova mlečnica (Lactarius quietus), bori - užitna sirovka (Lactarius deliciosus) in smrekami - smrekova sirovka (Lactarius deterrimus).
Mlečnice veljajo za pozne kolonizatorje, kar pomeni, da večinoma niso prisotne v zgodnji kolonizacijski vegetaciji, ampak se pojavijo kasneje.

## Seznam sirovk najdenih v Sloveniji
- krvosočna sirovka (Lactarius sanguifluus)
- lososova sirovka (Lactarius salmonicolor)
- navadna sirovka (Lactarius semisanguifluus)
- rjava sirovka (Lactarius quieticolor)
- smrekova sirovka (Lactarius deterrimus)
- užitna sirovka (Lactarius deliciosus)

## Seznam mlečnic najdenih v Sloveniji
- barjanska mlečnica (Lactarius pubescens)
- blaga mlečnica (Lactarius fulvissimus)
- bodičasta mlečnica (Lactarius spinosulus)
- Bresadolova mlečnica (Lactarius bresadolanus)
- brezizrazna mlečnica (Lactarius azonites)
- brezova mlečnica (Lactarius vietus)
- bukova mlečnica (Lactarius blennius)
- čadasta mlečnica (Lactarius fuliginosus)
- cimetova mlečnica (Lactarius glyciosmus)
- citronova mlečnica (Lactarius citriolens)
- črnikasta mlečnica (Lactarius lignyotus)
- dimasta mlečnica (Lactarius hysginus)
- gabrova mlečnica (Lactarius circellatus)
- gostosočna mlečnica (Lactarius cremor)
- grda mlečnica (Lactarius necator)
- hrastova mlečnica (Lactarius quietus)
- hribovska mlečnica (Lactarius zonarioides)
- huda mlečnica (Lactarius acris)
- ilirska mlečnica (Lactarius illyricus)
- jamičasta mlečnica (Lactarius scrobiculatus)
- jelšina mlečnica (Lactarius obscuratus)
- jetrasta mlečnica (Lactarius hepaticus)
- kafrna mlečnica (Lactarius camphoratus)
- kalužna mlečnica (Lactarius lacunarum)
- kokosna mlečnica (Lactarius mammosus)
- kolobarčasta mlečnica (Lactarius zonarius)
- kosmata mlečnica (Lactarius torminosus)
- kostanjasta mlečnica (Lactarius badiosanguineus)
- kratkobetna mlečnica (Lactarius acerrimus)
- leskina mlečnica (Lactarius pyrogalus)
- lešnikasta mlečnica (Lactarius mairei)
- lijasta mlečnica (Lactarius omphaliformis)
- lilasta mlečnica (Lactarius lilacinus)
- macesnova mlečnica (Lactarius porniniae)
- mahova mlečnica (Lactarius sphagneti)
- medla mlečnica (Lactarius pallidus)
- mekinasta mlečnica (Lactarius helvus)
- močvirska mlečnica (Lactarius aspideus)
- moštna mlečnica (Lactarius musteus)
- nagrbančena mlečnica (Lactarius tithymalinus)
- nečedna mlečnica (Lactarius turpis)
- nižinska mlečnica (Lactarius romagnesii)
- nordijska mlečnica (Lactarius trivialis)
- oranžna mlečnica (Lactarius aurantiacus)
- ovratniška mlečnica (Lactarius rubrocinctus)
- plišasta mlečnica (Lactarius bertillonii)
- polstena mlečnica (Lactarius vellereus)
- poprova mlečnica (Lactarius piperatus)
- postavna mlečnica (Lactarius repraesentaneus)]]
- razbrazdana mlečnica (Lactarius subumbonatus)
- rdečerjava mlečnica (Lactarius rufus)
- rebrava mlečnica (Lactarius ruginosus)
- rjaveča mlečnica (Lactarius fluens)
- šekasta mlečnica (Lactarius curtus)
- sfrknjena mlečnica (Lactarius tabidus)
- sladkasta mlečnica (Lactarius subdulcis)
- sluzasta mlečnica (Lactarius uvidus)
- smrekova mlečnica (Lactarius picinus)
- sočna mlečnica (Lactarius volemus)
- spodvita mlečnica (Lactarius controversus)
- spolzka mlečnica (Lactarius albocarneus)
- trosokrilna mlečnica (Lactarius pterosporus)
- varljiva mlečnica (Lactarius decipiens)
- vegasta mlečnica (Lactarius flexuosus)
- vijoličasta mlečnica (Lactarius violascens)
- vodenasta mlečnica (Lactarius serifluus)
- vonjava mlečnica (Lactarius evosmus)
- zavihana mlečnica (Lactarius resimus)
- zeleneča mlečnica (Lactarius glaucescens)
- zlatična mlečnica (Lactarius flavidus)
- zlatosočna mlečnica (Lactarius chrysorrheus)
- žolteča mlečnica (Lactarius theiogalus)